# Agnellus z Pizy
Agnellus z Pizy OFM (ur. 1194 w Pizie, zm. 13 marca 1235 w Oksfordzie) – włoski franciszkanin, towarzysz św. Franciszka z Asyżu, kustosz we Francji, fundator prowincji angielskiej, błogosławiony Kościoła rzymskokatolickiego.

## Życiorys
Pochodził z rodziny szlacheckiej Angenellich. Do braci mniejszych wstąpił w rodzinnej Pizie przy Kościele Świętej Trójcy w 1212. Podczas wyprawy misyjnej do Francji Franciszek z Asyżu ustanowił go przywódcą grupy. Agnellus był wówczas diakonem. W Paryżu założył kilka wspólnot. Wybrany został prowincjałem. Po siedmiu latach znalazł się w grupie udającej się na wyprawę misyjną do Anglii. W grupie tej było trzech Anglików, m.in. kapłan Ryszard z Ingworth. Na jej czele stanął franciszkanin Robert Grosseteste. Pierwsi bracia dotarli na Wyspy Brytyjskie 10 września 1224. Agnellus z towarzyszami zamieszkali w Canterbury. Po wzniesieniu pierwszego klasztoru Agnellus przeniósł się do Londynu. W Londynie bracia zamieszkali najpierw u dominikanów, a następnie zakupili ubogi dom. Dzięki licznym powołaniom powstał kolejny klasztor w Oksfordzie oraz szkoła teologiczna. Za prowincjałatu Agnella założono również szkołę teologiczną w Cambridge. W 1230 Agnellus wziął udział w kapitule generalnej w Asyżu. Przyjaźnił się z królem Henrykiem III. Agnellus z Pizy zmarł w Oksfordzie 13 marca 1235 lub 1236.
Tomasz z Eccleston poświadcza istnienie i kult relikwii w Oksfordzie do czasów Henryka VIII Tudora. Kult został potwierdzony przez papieża Leona XIII 4 września 1892.
Osoba bł. Agnella została opisana w średniowiecznym dziele Tomasza z Ecclestonu "Bracia i przybycie ich do Anglii" (De Adventu F.F. Minorum in Angliam).